# ماثيو ستافورد (لاعب كرة قدم أمريكية)
ماثيو ستافورد (بالإنجليزية: Matthew Stafford) هو لاعب كرة قدم أمريكية أمريكي، ولد في 7 فبراير 1988 في تامبا في الولايات المتحدة.

## وصلات خارجية
- ماثيو ستافورد على موقع مرجع كرة القدم المحترفة.كوم (الإنجليزية)
- ماثيو ستافورد على موقع كلية كرة القدم في سبورتس رفرنس.كوم (الإنجليزية)
- ماثيو ستافورد على موقع الموسوعة البريطانية (الإنجليزية)